# Willem van Champlitte
Willem van Champlitte (-1209) was de derde zoon van Edward I van Champlitte en een kleinzoon van Hugo I van Champagne. Samen met Godfried I van Villehardouin veroverde hij Morea en stichtte in 1205 het vorstendom Achaea na de inname van Constantinopel door de kruisvaarders in 1204, tijdens de Vierde Kruistocht. Toen hij in 1209 vernam dat zijn broer Lodewijk kinderloos gestorven was, spoedde hij zich naar Frankrijk om zijn rechten op te eisen, maar stierf in Apulië onderweg naar Frankrijk. Kort daarop stierf ook zijn neef Hugo, aan wie hij Achaea had toevertrouwd. Willem was getrouwd met Eustachia, een dochter van Peter I van Courtenay.